# 叱咤903
叱咤903，通稱「商業二台」（英語：CR2），是香港商業電台旗下的一個二十四小時粵語廣播頻道，頻率為FM 90.3—92.1MHz。頻道以青少年為對象，全天候播放流行曲及娛樂資訊、清談節目，以輕鬆、活潑及創意為節目方針，是香港年輕人社群中具影響力的電子傳媒頻道之一。
叱咤903是一個甚為支持香港本地流行音樂，特別是中文原創歌曲的電台頻率，曾于1988年和1995年一度轉型爲「全中文歌頻率」和「全中文原創歌頻率」，並根據歌手派台作品的播放率于每年年初舉辦叱咤樂壇流行榜頒獎典禮。

## 口號
| 年度 | 口號                                                   |
| --- | ------------------------------------------------------ |
| 80年代（商業二台AM675）                                                                                               | 創意新一代                                             |
| 1988年 | 商業二台，電台新一代                                   |
| 1990年（叱咤903） | 商業二台，FM新一代                                     |
| 90年代初 | 放縱音樂力量                                           |
| 1998年 | 熱愛所有 903狂熱                                       |
| 1999年 | 愛上903。巴                                            |
| 2002年 | 亂嗡廿三                                               |
| 2003年至2004年 | 正能量，大合唱                                         |
| 2004年至2005年 | 愛上903吧                                              |
| 2005年至2007年2月 | 叱咤903，好搞嘢                                        |
| 2007年2月至2009年4月26日                                                                                              | 叱咤My903                                              |
| 2009年4月27日至7月26日、 2009年11月底至2010年8月17日                                                                  | 叱咤，叱咤，叱咤......（的嗒，的嗒，的嗒......）·903   |
| 2009年7月27日至11月底                                                                                                 | 打氣電波，樂力共振，叱咤903，叱咤叱叱咤 （的嗒的的嗒） |
| 2010年8月18日至2011年8月21日                                                                                          | 叱咤903，人人人操上雲霄，同你共存共鳴                  |
| 2011年8月22日至2011年12月31日                                                                                         | 叱咤903是敢做的                                        |
| 2012年1月1日至2013年4月21日                                                                                           | 叱咤903，拼命嬉戲                                      |
| 2013年4月22日至2013年8月18日、 2013年9月2日至2014年5月31日、 2014年6月5日至2014年9月27日 2014年11月3日至2016年3月13日 | 不愛等，只愛做，即刻903                                |
| 2013年8月19日至2013年9月1日                                                                                           | 商業電台 同你、同心、同氣 五十四                       |
| 2014年6月1日至6月4日                                                                                                  | 叱咤903 忘了 忘不了                                    |
| 2014年9月28日至30日                                                                                                   | 叱咤903 痛心疾首                                       |
| 2014年9月30日至10月21日                                                                                               | 動口不動手 來吧！對話 叱咤903                          |
| 2014年10月21日至11月3日                                                                                               | 動口不動手 敢說敢聽 叱咤903                            |
| 2016年2月6日（為期一週）                                                                                              | 商業電台 祝福台灣                                      |
| 2016年3月14日至2018年3月4日                                                                                           | 唔！都無奶油(理由)嘅 總有快樂的奶油(理由)，叱咤903     |
| 2016年4月29日起 | 不拘一格 903格                                         |
| 2016年5月1日至8日 | 叱咤903 祝你媽媽節快樂                                 |
| 2016年6月21日（為期一週）                                                                                             | 商業電台 向消防英雄致敬                                |
| 2018年3月5日至2019年6月11日（註2）                                                                                    | 叱咤903 反轉再反轉 309咤叱                             |
| 2018年8月5日（為期一週）                                                                                              | 叱咤903 繼續哽咽中掛念你                               |
| 2019年6月12日至2019年6月13日                                                                                          | 叱咤903 緊守香港聲音 緊貼逃犯條例修訂                  |
| 2019年6月14日至2019年6月29日                                                                                          | 商業電台 講香港人話 聽香港人話 商業電台 叱咤903        |
| 2019年6月30日至7月23日                                                                                                | 叱咤903 風雨中抱緊你                                   |
| 2019年7月22日至7月27日                                                                                                | 商業電台 強烈譴責元朗區結黨毆打市民暴行                |
| 2019年7月24日至2020年1月19日                                                                                          | 還我們公義 講香港人話 叱咤903                          |
| 2019年8月28日至9月底                                                                                                  | 叱咤903 勇敢和你學習                                   |
| 2020年1月20日至3月26日                                                                                                | 有體育就精神 叱咤903 破自己紀錄                        |
| 2020年2月3日起 | 叱咤903 錫住自己 錫住醫護                              |
| 2020年3月27日至2021年9月20日                                                                                          | 世界在隔離 我在你隔籬 叱咤903                          |
| 2020年8月17日至8月30日                                                                                                | 生於斯 講於斯 商業電台61年 堅守不移                    |
| 2020年11月16日起 | 叱咤903 商業二台                                       |
| 2021年9月20日至2025年5月26日                                                                                          | 慢慢活 快快活 叱咤903                                  |
| 2022年8月17日至8月30日                                                                                                | 在高山 在低谷 商業電台63年 在一起 總有事情可慶祝       |
| 2023年4月3日 | 商業電台 向音樂教授坂本龍一致敬                        |
| 2023年8月19日起 | 你聽故我在 商業電台 那裏有空氣 那裏就有我陪你          |
| 2025年5月26日起 | 這一秒 新一秒 叱咤903                                  |

## 發射頻率
| 發射站   | 行車隧道轉播系統                                                                                             | 特高頻／調頻（FM）頻率（MHz） |
| -------- | --- | ----------------------------- |
| 歌賦山   | 大圍隧道、沙田嶺隧道、尖山隧道、南灣隧道、海底隧道、西區海底隧道、獅子山隧道、香港仔隧道、啟德隧道、長青隧道 | 90.3                          |
| 九龍坑山 | 龍山隧道、長山隧道                                                                                           | 90.7                          |
| 青山     | 愉景灣隧道、屯門—赤鱲角隧道、機場隧道、觀景山隧道                                                            | 91.2                          |
| 金山     | 大欖隧道、城門隧道                                                                                           | 90.9                          |
| 南丫島   | 不適用 | 91.6                          |
| 筆架山   | 91.1 |                               |
| 飛鵝山   | 東區海底隧道、大老山隧道、將軍澳隧道                                                                         | 92.1                          |

## 歷史

### 早期
1963年6月16日，商業電台第二條中文頻道「商業二台」啟播，為吸納年輕聽眾，1968年，商業二台在下午四時至六時推出節目《年青人時間》，主要播放歐美流行曲，1969年末，節目主持俞琤與陳任在几經爭取下，實行唱片騎師「一腳踢」制度，跳過工程部控制員，自行處理唱片播放工作，從此開創出香港中文電台的「唱片騎師」潮流。1970年代末，在俞琤掌帥下，商業二台冒現眾多個性鮮明的唱片騎師，更以「六啤半」之名大力推廣，於廣播界紅極一時。

### 1980年代
1988年2月1日，原商業二台節目主任俞琤重返商台擔任總經理，對商業二台進行連串改革，邀請鄭丹瑞擔任商業二台總監，並宣佈由當年農曆年初一起 (2月17日)全播中文歌，3月21日起，成為全中文歌頻率，逢星期一「百分百創作日」只播放原創中文歌曲。3月27日，叱咤樂壇流行榜首播，統計每週中文歌曲播放率，並在每年年尾舉辦叱咤樂壇流行榜頒獎典禮至今。
1989年12月3日，商業二台改用新頻率FM90.3兆赫廣播，啟用全新台號「叱咤903」。
1980年代后期，林海峰和葛文辉加入商台，并组成软硬天师，以独特搞笑的风格报道交通情报，颠覆了该类节目一贯以来用词严谨呆板的传统，新的交通情报词汇和术语迅速流行并形成经典。这种报道风格在商台仍延续至今，快慢必是其中比较知名的后继者。

### 1990年代
1991年7月，新城電台啟播，掀起挖角風潮。因為新城電台挖角而損失部份DJ例如：潘紹聰等，在資源緊絀的情況下，叱咤903將節目簡單化，以純綷DJ主持的音樂節目為主，直至1993年左右。
1995年3月21日，叱咤903作出節目調動，最大調動就是將長達6小時的節目《叱咤新大陸》(直到現時仍是叱咤903連續廣播時數最長的常規節目，現已改稱《叱咤樂壇》)分拆為早晚兩更節目。同時為鼓勵本地創作音樂，叱咤903曾經指定只播放香港本地創作流行音樂，直至1990年代後期為止。1990年代商業電台也孕育出不少人才，有後來分開發展的軟硬天師，在填詞界舉足輕重的林夕(幕後創作)和黃偉文等。
1996年，該年夏天是兩代年輕人節目主持人換代的轉折點。由於黃偉文逐漸淡出叱咤903，之前其領銜主持的最受歡迎的節目相繼結束；而新一代主持人匆匆接棒，可喜的是他們不負所托，新節目取得不錯的成績，例如《森美變態樂園》，森美、小儀、卓韻芝等迅速受到年輕人聽眾熱烈追捧。兩代主持人成功接棒。
1999年，商業電台曾經與九龍巴士合作，在巴士上安裝收音機設施，播放叱咤903節目，當時那些巴士名為「愛上903．巴」，此舉有一定支持，不過亦遭到一些希望車廂內保持寧靜的乘客反對。與此同時，叱咤903亦將節目作全新排陣，加入了《好世界》、《嘩嘩嘩打到嚟！》、《森美小儀dot dot dot》等節目。

### 2000年代
2006年，森美、小儀主持的節目《架勢堂》在網上開設「我最想非禮的香港女藝人」選舉，被認為侮辱女性，有婦女團體發起簽名運動要求二人道歉，也有年青人發起支持二人的行動，事件引起架勢堂投票風波，也引申不少社會就價值觀的思考。香港廣播事務管理局對商業電台重罰14萬罰款，是香港廣播史上最大的判罰；森美及小儀兩人被停職兩個月，至8月中為止。
2008年7月7日，卓韻芝離職，一次的節目調動，新節目為《精華遊花園》、《Do人Show》、《最後今天》、《Black》、《球來球往》和《嘩嘩嘩打到嚟！2008》、《乜嘢地獄》，播出時間有所變更的節目包括有：《朱薰E》、《一週紅人館》、《my903》、《妹妹妹妹》、《好回家》、《U》，取消節目為《五天精華遊》、《有耳喱民》、《Alabama》、《午夜閒談》和《大野禪寺》。
2008年9月上旬起，商業電台在Hong Kong Toolbar內特設903同系網上音樂頻道「叱咤咤」，由叱咤903DJ梁文禮不停播放最新派台歌。
2008年11月10日，一次的節目調動，播出時間／主持人有所變更的節目包括有：《在晴朗的一天出發》、《雲妮鍾情》、《精華遊花園》、《萬世巨星》、《Do人Show》、《嘩嘩嘩打到嚟！》和《一切從音樂開始》，取消節目為《妹妹的情書》。
2009年2月1日，由於阿喱離職，所以又一次有節目改動，新節目為《Urban Touch》，播出時間／主持人有所變更的節目包括有：《My903》、《妹妹妹妹》，取消節目《乜嘢地獄》。
2009年3月1日，有一次節目調動，播出時間／主持人有所變更的節目包括有：《西崎公園》、《好回家》，取消節目為《普世佳音》（一個在商營電台廣播超過20年的，唯一以宗教團體主持的基督教宗教電台節目）。
2009年3月22日，由Inti主持，叱咤903最長壽節目《組Band時間》播放最後一集，結束這播放長達13年3個月的節目。同時她離開她工作了14年7個月的叱咤903。
2009年4月10日詹志民Leo表示《Do人Show》結束後自己只會主持週六的《森美移動》，半離開商業電台。
2009年6月，903進行了一次大規模節目調動，裁員以節省成本，先向兼職主持人開刀，短期內Inti、Jessie、亞里安和袁智聰被辭退。亞里安和袁智聰主持的不設劃位，和Inti主持的組Band時間，內容都涉及另類、獨立音樂，袁智聰指現今商業掛帥是大勢所趨，電台也考慮形象，決策人會否有以往推動另類、獨立音樂的狠勁，是令人存疑的。袁智聰也認為商業電台或因改變方針，管理層遂出現了讓元老級節目「功成身退」，這想法是令人存疑的。。同年4月20日，節目《叱咤叱咤叱咤咤》正式宣佈節目改革，並介紹在新節目表中的節目。新節目表在4月25日開始，新節目有：《日出而息》、《你聽我唔到》、《伊維特革命》、《沙漠中的海灘》、《o囧0》、《早霸王》、《叱咤叱叱咤》、《一八七二遊花園》、《你睇我唔到》。播出時間／主持人有所變更的節目包括有：《妹妹妹妹》、《一週紅人館》、《Urban Touch》、《朱薰E》、《國語類》、《雲妮鍾情》、《好回家》、《嘩嘩嘩打到嚟！2008》、《一切從音樂開始》。取消節目有《西崎公園》、《不設劃位》、《U》、《球來球往》、《精華遊花園》、《萬世巨星》、《架勢堂》。不過令人存疑的《伊維特革命》只播出一集後暫停播放。
2009年5月15日，為王郁最後一次開咪的日子，在這天以後，他將會離開商台。這天，他在《早霸王》及《你睇我唔到》時開咪。
2009年7月4日，叱咤903推出一個以籃球作主題的節目《903爆籃週末》，此節目由Nike贊助播出。
2009年7月13日，有報導指叱咤903六月份的廣告額大幅下跌70%，而吳君如薪酬又偏高，所以商台決定和她終止合作，《嘩嘩嘩打到嚟！》完結，所以叱咤903再次作出一個小調動，播出時間／主持人有所變更的節目包括有：《一八七二遊花園》、《你睇我唔到》、《在晴朗的一天出發》。
2009年8月1日，由於WWWINGGG將會離職、籃球節目《903爆籃週末》完結、造星活動《十人巷》開始，叱咤903將會再次作出一個小調動，新節目為《十人巷》、《兒童適宜》、《麻利有隻小綿羊》、《摩星嶺4號》，播出時間／主持人有所變更的節目包括有：《叱咤叱叱咤》、《西加航空》、《花生騷》，暫停節目為《森美移動》，取消節目為《日出而息》、《妹妹妹妹》、《朱薰E》、《my903》。
2009年10月，長達8年的節目《森美移動》正式結束。

## 歷代節目主持列表

### 現於903任職的主持
| 主持人 | 本名   | 其他別名                                                                      | 現主持定期節目                                                  | 主持代班節目                            | 曾主持節目 | 兼任                                                        |
| ------ | ------ | ----------------------------------------------------------------------------- | --------------------------------------------------------------- | --------------------------------------- | --- | ----------------------------------------------------------- |
| 鄭裕玲 | 鄭裕玲 | DoDo、Do姐                                                                    | 《口水多過浪花》                                                |                                         | 《時空穿梭3小時》嘉賓主持、《單身女人營》（881）、《有誰共鳴》嘉賓主持 | 曾任TVB主持，現兼任HOY TV主持                               |
| 林海峰 | 林海峰 | Jan、林狗、林公子                                                             | 《在晴朗的一天出發》（903）                                     |                                         | 《男上女下》、《軟硬老人院》、《廣播道海峰花園》、《好世界》、《周末好世界》、《在晴朗的一天出發》聲音專欄 主持人 | 兼任歌手                                                    |
| 森美   | 梁志健 | 森美大哥、大哥、森公子                                                        | 《早霸王》、《公子會》                                          |                                         | 《志健美先生》、《青蘋果與紅提子》、《森美移動》、《森美小儀餓o靚之VAN》、《森美小儀餓o靚之HOME》、《903 id club 森美小儀K饉40》、《森美小儀 Colour Café》、《森美心思思日記》、《搜尋音樂》、《903 idclub森美小儀山寨王》、《森美小儀dot dot dot》、《周末嬉戲》、《末日嬉戲》、《森美變態樂園》、《一切從音樂開始》、《架勢堂》、《903 傍住你放榜》、《十人巷》、《903來吧！對話》（特備節目）、《在晴朗的一天出發（903）》（客席主持）         | 兼任TVB主持                                                 |
| 盧覓雪 | 盧麗蓮 | 蕭翠蓮、Michelle                                                              | 《在晴朗的一天出發（903）》                                     |                                         | 《在晴朗的一天出發（881）》、《在晴朗的一天出發》聲音專欄 主持人 | 曾任DBC數碼電台主持                                         |
| 小儀   | 阮佩儀 | 阮小儀、火儀、姑媽、大姐                                                      | 《早霸王》、《咪芝蓮》                                          |                                         | 《903 idclub森美小儀山寨王》、《森美小儀餓o靚之VAN》、《森美小儀餓o靚之HOME》、《903 id club 森美小儀K饉40》、《森美小儀 Colour Café》、《森美小儀dot dot dot》、《小儀擺尾》、《903 id club AiShiTeRu》、《森美變態樂園》、《神州大地小儀國》、 《架勢堂》、《903傍住你放榜》、《AiShiTeRu》、《雙截棍》（客席主持）、《咪芝巨星》 | 兼任ViuTV主持                                               |
| 少爺占 | 甄子康 | 阿占、、MC排骨                                                                | 《聖艾粒LaLaLaLa》、《讀賣Sunday》                              | 《少爺占》                              | 《好薯嘜》、《903 id club 萬世巨星》、《歡樂粒宵》、《903 id club陳占公演》、《麥當勞903 Fantastic Plug流行示範》、《903 id club 歡樂滿 Tour》、《交換日記》、《占 Comes True》、《903 id club 人造巨星》、《加州紅加熱放送》、《萬世巨星》、《903 傍住你放榜》、《903 id club id 人辦》、《叱咤叱叱咤》、《精裝追野仔》、《903豁達推介》、《有些歌現在不聽一輩子都不會聽》、《有甚麼時代，聽甚麼的時代曲》、《口水多過浪花》、《聖艾粒忌廉夜校》 | 叱咤903音樂總監（國際），兼任歌手                           |
| Donald | 唐劍康 | 奴撈、MC矮瓜、MC尚氣                                                          | 《聖艾粒LaLaLaLa》、《903專業推介》                             | 《My當奴》                              | 直播室控制員、《好薯嘜》、《加州紅加熱放送》、《903 id club當奴代演》、《903 id club 歡樂滿 Tour 》、《密碼啟示錄 》、《歡樂粒宵》、《903 id club 萬世巨星》、《903 id club AiShiTeRu》、《AiShiTeRu》、《萬世巨星》、《903 傍住你放榜》、《叱咤叱叱咤》、《有些歌現在不聽一輩子都不會聽》、《Black》、《Red MR 紅人派對 流行大紅日》、《有甚麼時代，聽甚麼的時代曲》、《口水多過浪花》、《聖艾粒忌廉夜校》                                       | 叱咤903副節目總監，兼任ViuTV主持，兼任歌手                  |
| 余德丞 | 余德丞 | Dickson、余公子                                                               | 《口水多過浪花》                                                |                                         | 《口水多過浪花》客席主持 | 前TVB藝人，兼任ViuTV主持                                    |
| 雲妮   | 黃君慧 | Vani、雲妮姐姐                                                                | 《雲妮鍾情》、《國語類》                                        |                                         | 《樂人谷》、《搜尋音樂》、《903專業推介》、《903傍住你放榜》（特備節目）、《叱咤樂壇流行榜頒獎典禮前奏》、《一切從音樂開始》 | 叱咤903音樂總監（本地）                                     |
| 謝茜嘉 | 何紀秋 | 嘉姐                                                                          | 《叱咤樂壇》、《西加航空》                                      |                                         | 《愛上903吧》、《謝茜嘉年華》（特備節目）、《搜尋音樂》、《今朝煲歌》、《友誼商店》、《在晴朗的一天出發（903）》配樂（監製）、特備節目《903傍住你放榜》、《西加騷》、《有些歌現在不聽一輩子都不會聽》、《一八七二遊花園》客席主持、《有甚麼時代，聽甚麼的時代曲》、《雙截棍》客席主持、《西加航空 — 候機直播室》、《西加航空 — 星降大堂》 | 叱咤903副節目總監                                           |
| 梁文禮 | 梁文禮 | 梁文利、梁名利、梁文麗、禮禮                                                  | 《叱咤樂壇》、《903豁達推介》                                   | 《禮爺駕到》                            | 《小禮堂》、《903 id club 人造巨星》、《903 id club id 人辦》、《903 idclub 想索敢要》、《一周紅人館》管理員、《有些歌現在不聽一輩子都不會聽》、《叱咤樂迷》、《花生騷》、《有甚麼時代，聽甚麼的時代曲》、《一切從音樂開始》（暫代）、《今日正》、《叱咤樂壇 - 豁達推介》 | 叱咤903助理音樂總監                                         |
| 朱薰   | 吳佩賢 | Fun E                                                                         | 《知薰E》、《兒童適宜》                                         | 《朱薰E》                               | 《起身翻騰兩周半》、《903 id club 萬世巨星》、《萬世巨星》、《朱薰 Spa》、《叱咤叱咤叱咤咤》、《903傍住你放榜》（特備節目）、《好出奇》、《在晴朗的一天出發（903）》（節目助理/主持）、《你好嘢》 | 兼任ViuTV主持                                               |
| 梁嘉琪 | 梁嘉琪 | 涼瓜皮、梁大媽、Yuki、Suki、Kam琪                                             | 《早霸王》                                                      |                                         | | 兼任HOY TV主持                                              |
| 余迪偉 | 余國雄 | 余迪奶、迪奶、迪露、D9                                                        | 《口水多過浪花》                                                |                                         | 《五天精華遊》、《架勢堂》客席主持、《AiShiTeRu》、《在晴朗的一天出發（903）》（客席主持）、《迪偉偵破903》、《午夜閒談》、《精華遊花園》、《903傍住你放榜》（特備節目）、《罪該萬死卓韻芝》、《甜蜜密 @ V city》、《一八七二遊花園》、《雙截棍》、《早霸王》客席主持、《買定嚟搜》 | 兼任ViuTV主持                                               |
| 阿正   | 黃正宜 | 막내（慢呢）、正妹、正姐、四次元女神、痴女、廣播道小富婆、14正、9個正、宇宙正 | 《Bad Girl佬》、《韓曜日》                                      | 《阿正呀唔該》                          | 《早Junior》、《早霸王》（節目助理）、《一位呀唔該》 | 曾任DBC數碼電台主持，現兼任ViuTV主持及歌手                  |
| 急急子 | 區穎琳 | 青木急急子、Amber、急姐                                                       | 《Urban Touch》、《集雜志》                                     |                                         | 《903 idclub 想索敢要 、《萬世巨星》、《903傍住你放榜》（特備節目）、《叱咤叱叱咤》、《有些歌現在不聽一輩子都不會聽》、《在晴朗的一天出發 - 早安: 同學早!》、《903來吧！對話》（特備節目）、《有甚麼時代，聽甚麼的時代曲》、《309咤叱》 |                                                             |
| 薛晉寧 | 薛晉寧 | 阿檸                                                                          | 《支力支力》、《在入睡前交換對白》                              | 《扭扭擰擰扭扭擰》                      | 《903特備節目》、《一切從音樂開始》（暫代）、《檸檸檸檸檸》、《口水多過浪花》節目助理、《集雜志》節目助理、《無定向喪煲病狂》、《毒檸王國》、《漫事屋》、《宇宙船》、《懶惰船》 | 兼任填詞人、唱作人、舞台劇演員                              |
| Elsie  | 呂珮琳 | El匙、903倉頡、Elise、Elsa、Agent El                                          | 《Bad Girl佬》、《艾爾絲懷疑仙境》                              | 《EL時》                                | 《叱咤樂壇》（節目助理） | 曾為舞台劇演員，現兼任ViuTV主持                             |
| Oscar  | 李文曦 | Oscar、903貓貓                                                                | 《失眠藥》、《夜間失格》                                        | 《奧仕卡主義》                          | 《不存在主義》、《毒檸王國》 | 兼任填詞人                                                  |
| Marco  | 孔慶慇 | 黑叻、黑哥、丁蟹                                                              | 《皇牌出場》                                                    | 《在晴朗的一天出發（903）》客席主持     | 《兄弟做嘢》、《森美移動》、《一腳踢》、《活躍過度》、《好出奇》、 《步兵的世界》（監製）、《早霸王》 |                                                             |
| 阿強   | 黃偉豪 | 強大人、橙BB                                                                  | 《強大人Get Set Go!》、《橙咇咇》                               | 《一切從音樂開始》（代班）              | 《早!Junior之橘Morning》、《敗The Way》、《生活日常》（節目助理）、《大氣樹窿》、《買定嚟搜》 |                                                             |
| 傑朱   | 朱穗傑 | 傑傑、朱衰傑、瘟神、朱傑                                                      | 《皇牌出場》（監製）、《口水多過浪花》（兼任監製）              |                                         | 直播室控制員、《公子會》（客席主持/節目助理）、《早霸王》（節目助理）、《你好嘢》（節目助理）、《買定嚟搜》 |                                                             |
| 阿酸   | 王恩華 | AC!D、王酸、微碳酸、Respecca、小圓子、酸公主                                  | 《廣東歌關注組》、《Do Re Mi Fa 酸》                            |                                         | 《大氣樹窿》、《步兵的世界》、《情歌萬歲》、《二人限聚》 |                                                             |
| 歪歪   | 王遠   | YY、歪歪教授                                                                  | 《那天我走上了歪路》、《早霸王》（節目助理）                    | 《歪之Story》                           | 《歪常社會研究中心》、《在晴朗的一天出發》聲音專欄主持人、《情歌萬歲》、《二人限聚》 |                                                             |
| Jacky  | 呂紹銘 | 長毛、長ky                                                                    | 《聖艾粒LaLaLaLa》（兼任監製）、《咆哮山莊》、《903格》（監製） |                                         | 直播室控制員（星期一至五主要返夜，相關節目：《一八七二遊花園》）、《一八七二遊花園》節目助理、《口水多過浪花》監製、《聖艾粒忌廉夜校》（主持/監製） |                                                             |
| 黃志淙 | 黃志淙 | 志淙、Chi Chung                                                               | 《Chi Chung's Choice》                                          | 《在晴朗的一天出發（903）》（客席主持） | 《Chi Chung's Class》、《志淙意廣東歌》 | 曾任香港大學通識教育部總策劃                                |
| Woody  | 胡梓杰 | 胡迪、活地、木子、903表弟                                                     | 《叱咤樂壇》（節目助理）、《叱咤樂壇 Brand Yourself》           |                                         | 《大氣樹窿》、《步兵的世界》 | 兼任直播室控制員                                            |
| 梁子   | 梁子健 | 超級可愛、before the night ends、be生                                         | 《梁子力學》、《singaleungsong》                                |                                         | 《戀咁嚟》、《大氣樹窿》、《一位呀唔該》（節目助理）、《步兵的世界》、《我在叱咤狂歌亂舞》 | 兼任直播室控制員、以before the night ends名義作為音樂人活動 |
| 王貽興 | 王貽興 |                                                                               | 《讀賣Sunday》                                                  |                                         | 《交換日記》、《嘩嘩嘩打到嚟！2008》、《口水多過浪花》客席主持 | 兼任出書作家                                                |
| 健吾   | 葉鍵濠 |                                                                               | 《903國民教育》                                                 |                                         | 《在晴朗的一天出發（903）》客席主持、《人人人》客席主持、《深夜學堂》、《六四特備節目》（特備節目）、《903上罷課的課》（特備節目）、《光明頂》嘉賓主持（881）、《人民大道中》（881）、《寫生活》(881) | 兼任專欄作家、記者、大學講師                                |
| 劉翁   | 劉家輝 | Sunny、劉翁BB                                                                 | 《公子會》                                                      |                                         | 《關公災難》 | 正職為攝影師                                                |
| Keyman | 馬啓仁 |                                                                               | 《皇牌出場》                                                    | 《在晴朗的一天出發（903）》客席主持     | | 正職為體育主持人                                            |
| 泰山   | 曾匡民 | 泰山叔                                                                        | 《兒童適宜》                                                    | 《在晴朗的一天出發（903）》客席主持     | | 兼任ViuTV主持                                               |
| 火火   | 李家榮 |                                                                               | 《公子會》                                                      |                                         | 《早霸王》（客席主持）、《雙截棍》 | 正職為導演、編劇、填詞人，兼任TVB主持                       |
| 月巴氏 | 蔡蔚駿 |                                                                               | 《903格》                                                       | 《在晴朗的一天出發（903）》(客席主持)   | |                                                             |
| 方俊傑 | 方俊傑 |                                                                               | 《903格》                                                       |                                         | 《903號訪》、《在晴朗的一天出發（903）》(客席主持) |                                                             |
| 阮子健 | 阮子健 | KY                                                                            | 《在晴朗的一天出發（903）》、《杏林茶》（881）、《夢想工》(881) |                                         | 《打書釘》（881）、《發現新大陸》（881）、《嘩嘩嘩打到嚟！2008》、《中風危機解密》（881）、《癌.正面看》（881）、《上班族保胃戰》（881）、《絕不放棄》（881）、《十七分之一的粉紅迷思》（881）、《帶一本書去旅行》（881）、《夢想家》(881)、《中風危機解密》(881) |                                                             |
| 阿蕉   | 王英偉 |                                                                               | 《公子會》監製、《早霸王》監製                                  |                                         | 直播室控制員、《早霸王》節目助理、《一八七二遊花園》節目助理、《雙截棍》節目助理、《口水多過浪花》（節目助理/監製） |                                                             |
| 谷德昭 | 谷德昭 | 肥谷、半肥瘦谷、Vincent                                                       |                                                                 | 《在晴朗的一天出發（903）》（客席主持） | 《無字頭八九十》 | 正職為導演、編劇                                            |
| MM     | 張詩朗 | MovieMatic                                                                    | 《在入睡前交換對白》（嘉賓主持）                                |                                         | 《宇宙船》（嘉賓主持） | 電影平台 MovieMatic 主理人                                  |

### 已離職903的主持
| 節目主持姓名 | 別名                                               | 曾主持節目 | 現況                                                       |
| ------------ | -------------------------------------------------- | --- | ---------------------------------------------------------- |
| 梁兆輝       |                                                    | 《豁達人》、《豁達音樂天空》、《豁達公雞》、《樂人谷》、《叱咤樂壇流行榜》、《兆輝台》 | 已離職至香港電台                                           |
| 陳輝虹       |                                                    | 《豁達人》、《豁達今宵》、《豁達音樂天空》、《豁達公雞》、《樂人谷》、《星期日演唱會》、《無字頭八九十》 |                                                            |
| 黃仲凱       |                                                    | 《廢話小說》 | 已離職至英皇娛樂擔任唱片市場及推廣總監                     |
| 黃偉文       | Wyman、阿Y                                         | 《叱咤新大陸》、《完全自殺週刊》等... | 現為香港著名填詞人，已移居英國                             |
| 簡詠嫻       | 蘭茜                                               | 《蘭茜夫人劇場》、《茜遊戲》等... | 已轉職至雷霆881                                            |
| 陳雅嫻       |                                                    | 《新同窗時代》、《一切從音樂開始》 | 現為森美妻子                                               |
| 郭啟華       | Wallence                                           | 《叱咤新大陸》、《樂人谷》等... | 現為鄭秀文經理人                                           |
| 梁康妮       | Catherine                                          | 《早餐C妹梁康妮》、《一點便利梁康妮》、《樂人谷》 |                                                            |
| 潘小濤       | 小濤、潘大浪、潘姑娘、HKU王敏德                    | 《在晴朗的一天出發（903）》、《在晴朗的一天出發》聲音專欄 主持人 | 已轉職至雷霆881                                            |
| 劉高琮       | 蘇施黃                                             | 《SO WHAT》、《煮嘢蘇》（前881） | 現為網絡達人                                               |
| 倪震         |                                                    | 《無字頭八九十》、《絕情谷》 |                                                            |
| 鄭家輝       |                                                    | 《周末狂潮》、《東京百貨》、《搜尋音樂》、《是日本人鄭家輝》 | 已離職至有線電視                                           |
| 陳嘉熙       | 多樂飛                                             | 《多樂飛，好世界》、《多樂飛》、《二奶命多樂飛》、《最後今天》 | 已轉職至天比高創作伙伴                                     |
| 田蕊妮       |                                                    | 《她他她打到嚟！》 | 曾任職無綫電視，現已離開，定居台灣                         |
| 陳輝陽       |                                                    | 《最佳配樂之十二金釵》、《最佳配樂》 | 現為作曲人                                                 |
| 嘉琳         |                                                    | 《最佳配樂》 |                                                            |
| 梁嘉賢       | 細細粒                                             | 《空中喱民》 | 曾轉任至雷霆881，現已離開                                  |
| 黃伯康       | 黃永                                               | 《在晴朗的一天出發（前903、現881）》、《 在晴朗的一天出發》聲音專欄 主持人 | 已轉任至雷霆881                                            |
| 高郁斐       | 有耳非文、咕嚕斐                                   | 《夜夜開放》、《有耳喱民》、《午夜閒談》 | 已轉職至天比高創作伙伴                                     |
| 卓韻芝       | 芝See菇Bi（棄用）                                  | 《不崇拜的女孩》、《男上女下》、芝See菇Bi系列節目、《給我電話》、《搜尋音樂》、《903專業推介》、《五天精華遊》、《Alabama》、《罪該萬死卓韻芝》 | 跨媒體創作人                                               |
| 關勁松       |                                                    | 《不設劃位》 | 因處於醉酒狀態主持節目而被商台革職，於2023年逝世           |
| 亞里安       |                                                    | 《不設劃位》 | 曾轉職至人山人海，於2020年逝世                             |
| 袁智聰       |                                                    | 《不設劃位》 |                                                            |
| 張家豐       | 阿喱、大野先生                                     | 《My 903》、《乜嘢地獄》、《叱咤樂壇》（晚）、《正在叱咤》、《903 發開口夢》、《喱民精選》、《大鐵人123》、《空中喱民》、《發開乜嘢夢》、《在晴朗的一天出發（903）》、《有耳喱民》、《大野禪寺》、《嘩嘩嘩打到嚟！2008》、《豁達潮童》 | 現為東亞唱片製作公司總經理                                 |
| 張少珍       | 游思行、Jessie 、Umberlla Key 、遮匙 、遮匙darling | 《深嘢夜》、《娃娃農場》、《夜冷冷》、《一切從音樂開始》、《西崎公園》 | 現為填詞人、作家                                           |
| 鄺月恆       | Inti                                               | 《組BAND時間》 |                                                            |
| 黃昱         | 王郁                                               | 《U》、《搜尋音樂》、《 我有耳仔》、《架勢堂》節目助理、《早霸王》節目助理 |                                                            |
| 吳君如       | 三姑、小如                                         | 《在晴朗的一天出發（903）》、《她他她打到嚟！》、《你唔好去死！》、《嘩嘩嘩打到嚟！》、《口水多過浪花》嘉賓主持、《嘩嘩嘩打到嚟！2008》 | 演員                                                       |
| 張詠妍       | Wing、WWWINGGG                                     | 《妹妹的情書》、《五天精華遊》（節目助理）、《妹妹妹妹》、《日出而息》、《叱咤叱叱咤》 |                                                            |
| 陳志雲       | 志雲大師                                           | 《十人巷》 | 現為商業電台首席智囊                                       |
| 陸家俊       | 陳強、強豬、強仔                                   | 《森美移動》、《Do人show》、《搜尋音樂》、《空中喱民》、《U》、《正義不正確》、《 有耳喱民》節目助理、《903 傍住你放榜》、《塔利A班》、《你聽我唔到》、《你睇我唔到》、《人人人》、《903 idclub 想索敢要 》 | 《黑紙》、《100毛》、毛記葵通創辦人之一                    |
| 谷祖琳       |                                                    | 《讓女俠飛》、《絕情谷》、《夜夜開放》 |                                                            |
| 鄭敏妮       | 茜利妹                                             | 《讓女俠飛》、《茜利妹踩鋼線》、《茜利妹日光浴》、《好孩子俱樂部》 | 天比高創作伙伴                                             |
| 黃承恩       | E、EKEE、13E（已棄用）、EE、伊維特                 | 《伊維特革命》、《扭錯台》、《妹妹妹妹》、《黑色眼睛》、《妹妹的情書》、《903 id club 萬世巨星》、《萬世巨星》節目助理、《903 傍住你放榜》、《叱咤樂壇》、《伊維特對伊維特》、《伊維特》、《903 idclub 拉闊理想》 | 歌手                                                       |
| 野仔成員     |                                                    | 《精裝追野仔》 | 樂隊                                                       |
| 鄭金鈴       |                                                    | 《有些事現在不做一輩子都不會做》 | 現為網絡紅人，已移居韓國                                   |
| 杜汶澤       |                                                    | 《嘩嘩嘩打到嚟！》、《 在晴朗的一天出發（903）》、《咔啦騷》 | 演員，現為網台《杜汶澤喱騷》行政總裁兼節目主持，已移居台灣 |
| 詹志文       | 詹志民、Leo、喪Do男、Leo波                         | 《森美移動》、《正在叱咤》、《903 發開口夢》、《起身翻騰兩周半》、《Pet Pet Leo》、《903 idclub森美小儀山寨王》、《Chi Man's Choice》、《喱民精選》、《大鐵人123》、《空中喱民》、《有耳喱民》、《Do人show》、《903 傍住你放榜》、《兒童適宜》 |                                                            |
| 姚家豪       | 阿Bu、巴閉Bu、Bu Bu                                | 《空中喱民》、《天王教室》、《U》、《五天精華遊》節目助理、《精華遊花園》、《球來球往》、《903傍住你放榜》、《禁室逃獄》 、《塔利A班》、《o囧0》、《摩星嶺11號》、《903 idclub 想索敢要》、《903 尋找2012置頂級人人人人人人》、《一八七二遊花園》、《 人人人》 | 《黑紙》、《100毛》、毛記葵涌創辦人之一                    |
| 陳雲海       | 雲海                                               | 《摩星嶺4號》、《架勢堂》客席主持、《森美移動》客席主持、《摩星嶺11號》、《雲海科幻音樂劇場十四萬四千》 | 已離職                                                     |
| 彭震宇       | 呀祖、祖雲呢、Giovanni                             | 《摩星嶺4號》 | [ 18 ]                                                     |
| 劉韻湘       | 阿V、Mr. V                                         | 《深夜學堂》、《有些歌現在不聽一輩子都不會聽》、《閒雜人等》、《903特備節目》、《在晴朗的一天出發》聲音專欄 |                                                            |
| 郭子健       |                                                    | 《十溝場》、《亞視的呼聲》（特備節目） | 編劇、導演                                                 |
| 林二汶       |                                                    | 《一八七二遊花園》 | 歌手                                                       |
| 鄭詩君       | C君                                                | 《返埋嚟 903》、《好出奇》 | 歌手                                                       |
| 何秀萍       | 何利利                                             | 《一后兩王》（881）、《在晴朗的一天出發（903）》 、《兩個女人越夜越美麗》（881）、《美食殿堂》（881）、《知飲知食》（881）、《有誰共鳴》、《月光光呵呵呵》（881） |                                                            |
| 許家媛       | 家媛、家媛BB                                       | 《我想一個人》、《好出奇》節目助理、《一切從音樂開始》（暫代） | ViuTV節目編劇                                              |
| 王迪詩       | Daisy、女作蝦                                      | 《我就是王迪詩》、《關公災難》 | 作家                                                       |
| 何兆基       | 阿叔                                               | 《阿叔殖民地》、《精裝追野仔》 | 樂隊Yellow!成員                                            |
| 吳浩賢       | 科林、4Lum、杜如科、MC國勁                         | | 旅遊達人                                                   |
| 陸永權       | 陸永、葉陸永                                       | 《兒童適宜》、《返埋嚟 903》、《好出奇》 | 歌手                                                       |
| 李澄         | 西瓜、姑姊、 惡運鑽石女                            | 《早霸王》（節目助理）、《在晴朗的一天出發 - 早安: 同學早!》、《西瓜大發!》、《有些歌現在不聽一輩子都不會聽》、《太陽從西瓜升起》、《有甚麼時代，聽甚麼的時代曲》 |                                                            |
| 陳奕迅       | Eason                                              | 《1872陳奕迅》 | 歌手                                                       |
| 鄒凱光       | 鄒凱灘、灘叔、癱縮、皺海難                         | 《嘩嘩嘩打到嚟！》、《她他她打到嚟！》、《夜夜開放》、《午夜閒談》、《球來球往》、《在晴朗的一天出發（903）》、《沙漠中的海灘》、《咔啦騷》、 《一八七二遊花園》、《十溝場》、《甜蜜密 @ V city》、《亞視的呼聲》（特備節目）、《吹摯友》、 《無定向喪煲病狂》 | 編劇、導演                                                 |
| 鍾雪瑩       | 鍾雪                                               | 《半個鍾說》、《一個鍾說》、《努力!!! 奮鬥!!!》、《鍾雪雪》（不定期）、《嘻呵哈嘿》、（節目助理） | 演員、填詞人                                               |
| 蘇耀宗       | 細so                                               | 《生活日常》、《好醒晨》、《好回家》（不定期）、《大鐵人123》、《MOTO 903新樂潮》、《GeGe獸》、《兄弟做嘢》、《搜尋音樂》、《蘇耀一個鐘》、《森美移動》、《黃金少年season1、3、4》監製、《903 爆籃週末》、《903 傍住你放榜》（特備節目）、《朋咤咤》、《組黨私竇》、《903 id club 到處流行》、《有些歌現在不聽一輩子都不會聽》、《903專業推介》、《903豁達推介》、《有甚麼時代，聽甚麼的時代曲》、《好出奇》、《1872陳奕迅》 | 前叱咤903音樂總監， 於2020年4月解僱                        |
| 杜小雨       | 小雨                                               | 《903格》 |                                                            |
|              | 紅眼                                               | 《903格》 |                                                            |
| 吳崇銘       | DJ King                                            | 《聽𠵱啲Music》 | 歌手                                                       |
| 麥濠麟       | Colin、大腸、Ms Colin                              | 《廣東爆谷》、《3號螺絲釘》、《深夜學堂》、《有些歌現在不聽一輩子都不會聽》、《閒雜人等》、《在晴朗的一天出發》（903）（聲音專欄／節目助理）、《Colin 早報》、《六四特備節目》、《903特備節目》、《有甚麼時代，聽甚麼的時代曲》、《叱咤樂壇》「叱咤樂壇螺絲釘」環節、《一切從音樂開始》（暫代） |                                                            |
| 鄺兆昌       | Wasabi、青介                                       | 《短期租約》(903)、《有誰共鳴》(881&903)、《樂齡王國》(881)、《如果我是》、《離開十年 未會忘記 記得羅文紀念特集》、《浪奔浪流一聲笑》（881）、《知飲知食》（881） |                                                            |
| 鄧慧妍       | 麻利亞、麻利                                       | 《口水多過浪花》、《Mali Mali Home》、《麻利有隻小綿羊》《萬世巨星》、《my903》、《903傍住你放榜》（特備節目）、《叱咤叱叱咤》、《903 idclub 想索敢要》、《有些歌現在不聽一輩子都不會聽》 、《叱咤樂迷》、《903 id club 零用錢商店街》、《有甚麼時代，聽甚麼的時代曲》、《DSE終極衝刺》（特備節目）、《集雜志》（暫代）、《今日正》、《滑鼠商店街》                                                                          |                                                            |
| 和泉素行     | SOKO                                               | 《咪芝巨星》 | 藝人                                                       |
| 綿羊         | Saffron                                            | 《宇宙船（漫事屋）》（嘉賓主持） |                                                            |
| 黎特         |                                                    | 《宇宙船（漫事屋）》（嘉賓主持） | 正職為漫畫家                                               |
| 黃瑋中       | Herman                                             | 《宇宙船（漫事屋）》（嘉賓主持） |                                                            |
| 陳展豪       | 豪子、MC肺部、MC天神、小弟、Daddy                  | 《聖艾粒LaLaLaLa》、《Bad Girl佬》（監製）、《口水多過浪花》監製/客席主持、《叱咤叱叱咤》、《好出奇》（節目助理/監製）、《309咤叱》、《廣東爆谷》（監製）、《聖艾粒忌廉夜校》 | 直播室夜間總監製                                           |
| 蕭唯展       | Oscar、生煎包、唯展叔                              | 《兒童適宜》 | 正職為經營飲食業生意                                       |

## 叱咤樂壇流行榜頒獎典禮
由香港商業電台舉辦，是香港樂壇其中一個華語流行曲頒獎禮，也是香港唯一一個以全年播放率計算獎項的頒獎典禮。

## 外部連結
- 叱咤903（页面存档备份，存于）
- my903.com（页面存档备份，存于）